# Paul IV
Pour les articles homonymes, voir Carafa.
Pour les autres membres de la famille, voir Famille Carafa.
Gian Pietro Carafa, né le 28 juin 1476 à Capriglia Irpina (Campanie) et mort le 18 août 1559 à Rome, est un religieux italien du XVIe siècle, qui devient le 223e pape de l'Église catholique.
Il est d'abord l'un des fondateurs et des membres de l'ordre des Théatins. Évêque de Chieti (1504), archevêque de Brindisi (1518) puis archevêque de Naples et cardinal (1536). En 1542, lors de la création pontificale de la Sacrée Congrégation de l'inquisition romaine et universelle, il est nommé contrôleur général de l'Inquisition. Il est élu pape à un âge avancé le 23 mai 1555 et prend le nom de Paul IV (en latin Paulus IV, en italien Paolo IV). Pendant son pontificat, il pratique un népotisme jugé outrancier, même pour l'époque, et institue des mesures anti-juives.

## Carrière ecclésiastique

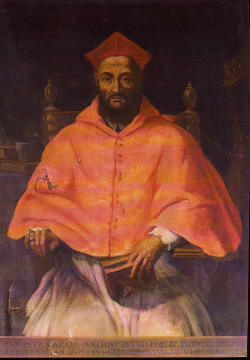
Cardinal Carafa, futur pape Paul IV, 1536-55.

Gian Pietro Carafa appartenait à une famille de la noblesse napolitaine, les Carafa della Stadera, qui avait déjà donné plusieurs cardinaux à l'Église. En 1505, son oncle et mentor, le cardinal Oliviero Carafa, doyen du Sacré Collège, renonça en sa faveur à l'évêché de Chieti. En 1518, Gian Pietro Carafa devint archevêque de Brindisi.
À partir de 1520, il résida à Rome, d'où il dut s'enfuir à Venise en 1527 après le sac de Rome par les mercenaires protestants de Charles Quint pendant lequel il subit avec ses confrères les pires outrages. Il vouera à Charles Quint une haine éternelle. En 1524, il fonda avec saint Gaétan de Thiene l'ordre des Théatins. Le pape Paul III le nomma en 1536, cardinal et membre de la commission nouvellement fondée pour une réforme générale de l'Église. À partir de 1542, il fut à la tête de l'Inquisition romaine qui venait d'être organisée. En 1549, il fut nommé archevêque de Naples et en 1553, doyen du Sacré Collège.

## Pontificat
En 1555, il fut élu pape à l'âge de 79 ans. Jusque-là, il n'avait cessé de parler de réformes, mais une fois élu il pratiqua le népotisme, faisant cardinal secrétaire d'État l'un de ses neveux, Carlo Carafa, un condottiere, tandis que l'autre neveu, Giovanni Carafa, un aventurier brutal, devenait d'abord capitaine général de l'Église puis duc de Paliano.

## Politique temporelle
Comme chef de l'Inquisition, Carafa avait déjà montré une fermeté inflexible contre les Juifs en faisant interdire en Italie les Talmud et d'autres livres hébreux non issus de la Bible car considérés comme un dévoiement du judaïsme originel d’avant le chute du Temple,, et contre les protestants italiens. Comme pape, il s'opposa à la paix religieuse d'Augsbourg du 25 septembre 1555. Celle-ci permettait à chacun des souverains, membres du Saint-Empire romain germanique, de choisir sa confession et d'en faire une religion d'État (Cujus regio, ejus religio). Après qu'en 1556, Charles Quint eut abdiqué et que son frère Ferdinand Ier eut pris le titre d'empereur élu du Saint-Empire sans se faire couronner par le souverain pontife, Paul IV déclara ce titre invalide.
Allié de la France contre la toute puissante maison de Habsbourg, Paul IV perdit la guerre contre l'Espagne et dut accepter le 12 septembre 1557 les conditions de la paix de Cave-Palestrina après que le duc d'Albe eut occupé les États de l'Église. Dans la question de la succession au trône d'Angleterre, il essaya d'utiliser son influence contre Élisabeth Ire, qui était protestante.

## Politique spirituelle
Pour renforcer l'Église catholique, Paul élargit les pouvoirs de la Sainte Inquisition. On lui attribue cette phrase : « Même si c'était mon propre père qui était hérétique, je ramasserais du bois pour le faire brûler. »

### Contre les Juifs

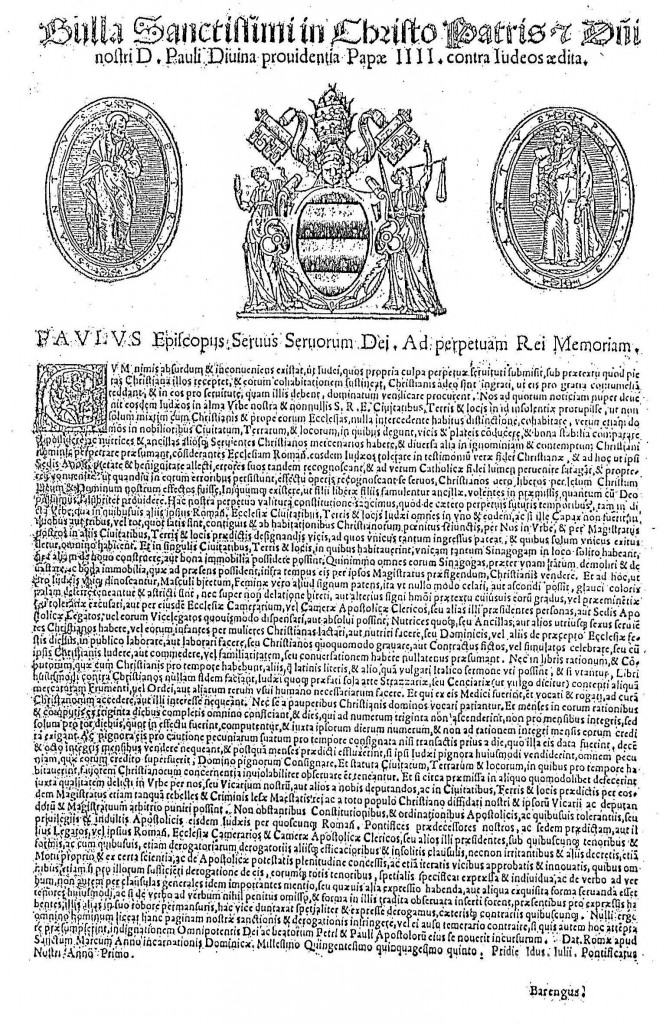
Cum nimis absurdum

Sa bulle Cum nimis absurdum du 12 juillet 1555, est ainsi préfacée : « Les Juifs... condamnés par Dieu à l'esclavage éternel à cause de leur faute... ont atteint un degré d'effronterie tel qu'ils s'enhardissent non seulement à vivre au milieu des Chrétiens, mais aussi au voisinage de leurs églises, sans aucune distinction d'habit, louant des Palais, et achetant ou possédant des terres, dans les rues ou les places principales... » Paul IV institue donc pour les Juifs l'obligation de vivre reclus dans des ghettos (lat. vicus), notamment limité à Rome dans le quartier le plus malfamé, et de porter un insigne distinctif comme celui d'un vêtement jaune. La propriété immobilière et l'exercice du commerce leur deviennent interdits sauf le prêt sur gages et la chiffonnerie.
Comme un prélat avait été envoyé à Ancône pour persécuter les marranes, cinquante-et-un d'entre eux qui s'étaient enfuis vers Pesaro ou Ferrare sont arrêtés et traduits devant l'Inquisition au printemps 1556, et 24 sont brûlés vifs au mois de juin. Ce fut la seule fois dans l'histoire italienne que cela se produisit mais provoqua des manifestations internationales avec notamment l'intervention du Sultan ottoman, et eut un grand retentissement dans le monde juif de la diaspora qui évoque encore cette tragédie chaque année au 9 Av. Le pape impose aussi aux synagogues le paiement d'une taxe de dix ducats annuellement pour l'instruction des Juifs qui voudraient se convertir au catholicisme et crée avec ces impôts juifs des maisons hospitalières pour les nouveaux convertis,,.
À travers toutes ces mesures, Paul IV ne faisait que suivre ses prédécesseurs en réitérant et renforçant les dispositions de Corpus juris canonici qui demeura droit canonique en vigueur entre 1582 et 1917, et les anciennes bulles pontificales. Il n'innova en somme que dans leur application rigoureuse, en interdisant toute tolérance envers les Juifs.

### Politique pontificale

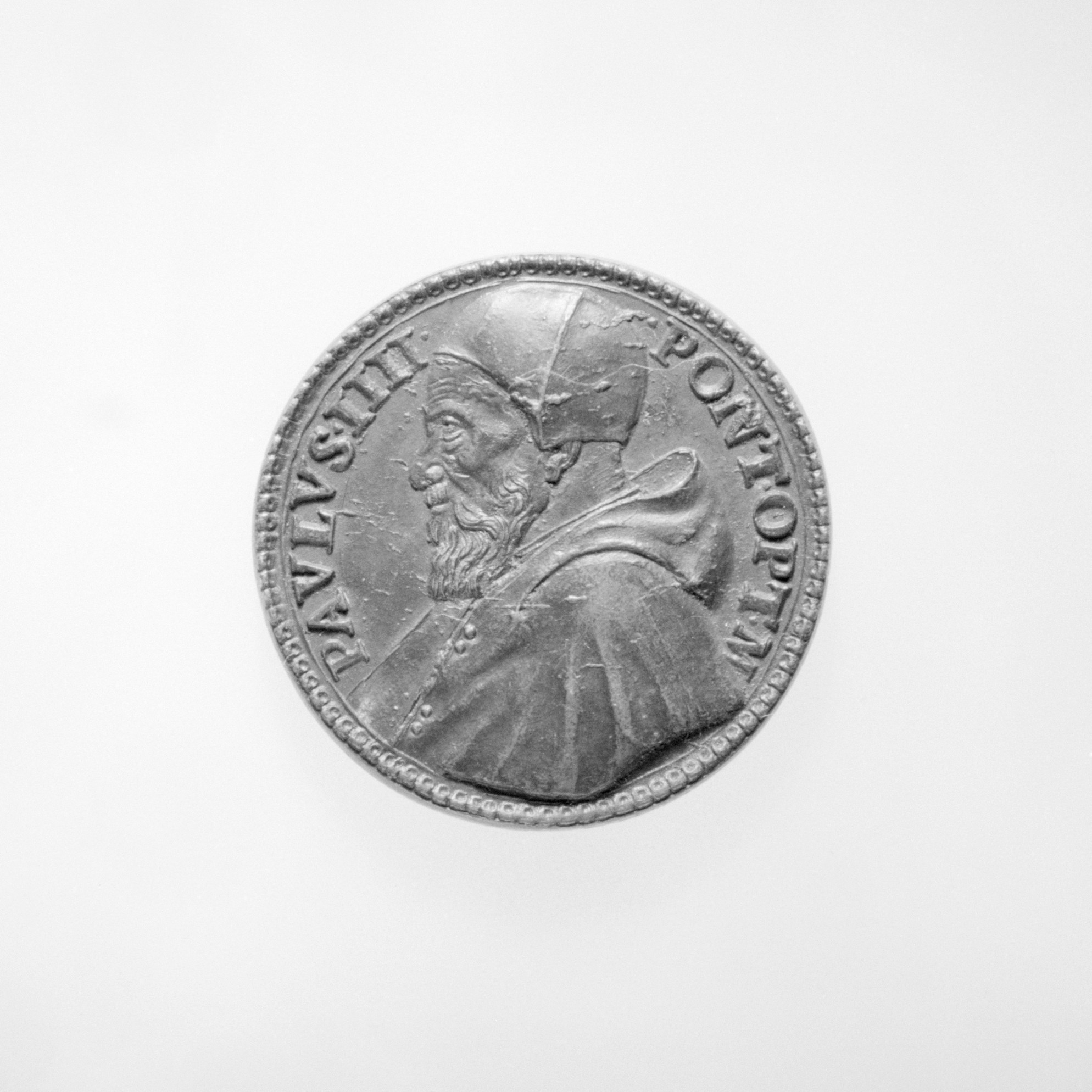
Médaille à l'effigie de Paul IV, Paul IV, 1555–59.

Il ne continua pas le concile de Trente, qui avait été suspendu, puisqu'il regardait la rénovation de l'Église comme une tâche essentielle de la Curie pontificale et du Sacré Collège.
En 1559, il publia la bulle Super Universas, créant une réforme profonde des diocèses aux Pays-Bas. Le théologien Sonnius était à la base de cette réforme intellectuelle et territoriale.
Un de ses derniers actes fut de mettre en vigueur en 1559, une censure des livres par l'interdiction des écritures suspectes d'hérésie et/ou de subvsersion morale par le moyen de l'Index librorum prohibitorum, institution qui demeura en vigueur jusqu'en 1966, sous Paul VI, et il publia la bulle Cum ex apostolatus officio.

## Après sa mort
Après sa mort, les citoyens de Rome manifestèrent leur joie par des fêtes, ils libérèrent les prisonniers de l'Inquisition romaine et mirent le feu au palais de l'Inquisition. Des membres de l'administration communale de Rome, que l'autorité de Paul IV avait tenus en bride, encourageaient le peuple et se servaient de sa colère pour leurs desseins personnels.
Dix jours après sa mort, Giovanni Carafa, duc de Paliano, fit assassiner son épouse enceinte avec l'approbation de son frère, le cardinal Carlo Carafa, secrétaire d'État. Sous le nouveau pape Pie IV, ils passèrent en jugement. Le cardinal secrétaire d'État fut étranglé au château Saint-Ange et le duc fut décapité. Leurs complices périrent avec eux. La sentence fut cassée par le pape successeur, saint Pie V, en 1567, le principal accusateur fut exécuté pour avoir trompé Pie IV. Depuis, leur mémoire a été entièrement réhabilitée.
La « légende noire » des neveux Carafa a été délibérément noircie par Stendhal dans une fiction romanesque, la nouvelle La Duchesse de Paliano.